# Jurij Ozerov (cestista)
Jurij Viktorovič Ozerov (in russo Юрий Викторович Озеров?; Mosca, 5 luglio 1928 – Mosca, 25 febbraio 2004) è stato un cestista e allenatore di pallacanestro sovietico.

## Carriera
Con l'Unione Sovietica ha disputato due edizioni dei Giochi olimpici (Helsinki 1952, Melbourne 1956), i Campionati mondiali del 1959 e tre edizioni dei Campionati europei (1953, 1955, 1957).